# Pekelderdiep

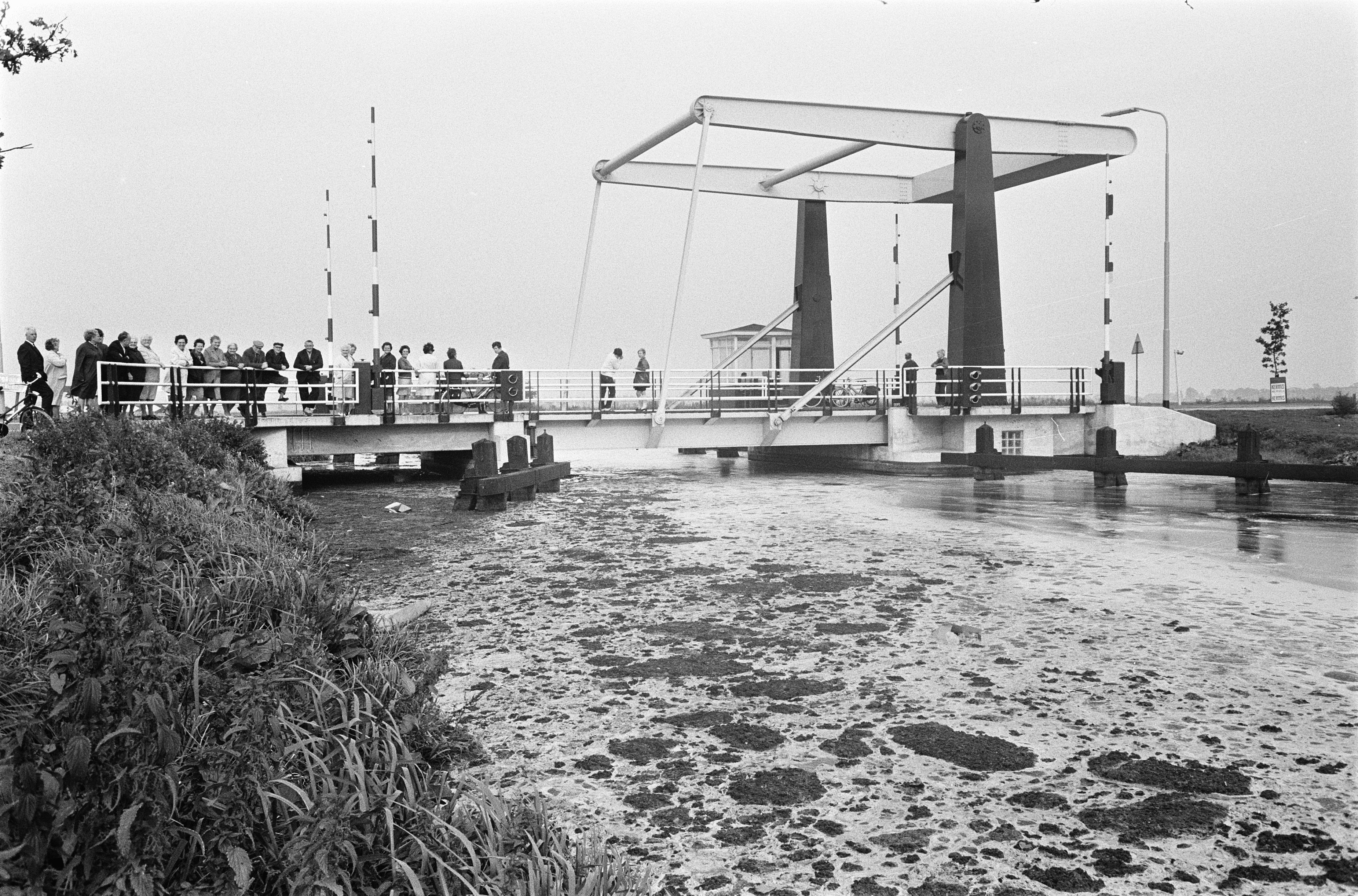
Pekelderdiep bij bezoek van koningin Juliana in 1969. Duidelijk zichtbaar is de schuimlaag.

Het Pekelderdiep, Pekelerhoofddiep of Pekelder Hoofddiep is een Nederlands kanaal in de provincie Groningen. Het is eigenlijk het in 1728 gedeeltelijk gekanaliseerd riviertje de Pekel A. Langs het kanaal liggen de lintdorpen Oude en Nieuwe Pekela.

## Geschiedenis
De Pekel A werd gekanaliseerd in verband met turfwinning en landbouw, waarvoor een goede beheersing van het waterpeil noodzakelijk was. Later werd het kanaal belangrijk voor de scheepvaart.
Aan het einde van de 18e eeuw ontstonden scheepswerven langs het diep. De Pekelder kof was een zeewaardig schip, evenals de latere daar gebouwde schoeners.
Aan het begin van de 19e eeuw kwam een vaarverbinding tot stand met de Ommelanderwijk en het Stadskanaal.
Na de Tweede Wereldoorlog verwerd het meer en meer tot een open riool. Door lozingen van industrieel afvalwater van aardappelmeel en strokartonfabrieken was het regelmatig met een dikke schuimlaag bedekt. Toen rond 1970 het belang van het kanaal sterk was afgenomen, werd voorgesteld het maar te dempen. In de jaren 1980 werd het echter opgeknapt en in gebruik genomen voor de pleziervaart.

## Bevaarbaarheid
De toegelaten grootte van vaartuigen op deze vaarweg is (l×b×d) 40 × 5,7 × 1,8 meter, CEMT-klasse I.
Sinds 2021 is het Pekelderdiep niet meer bevaarbaar door problemen met diverse bruggen. Het bestuur van de gemeente Pekela verwacht de vaarweg na renovatie in 2027 weer open te kunnen stellen.

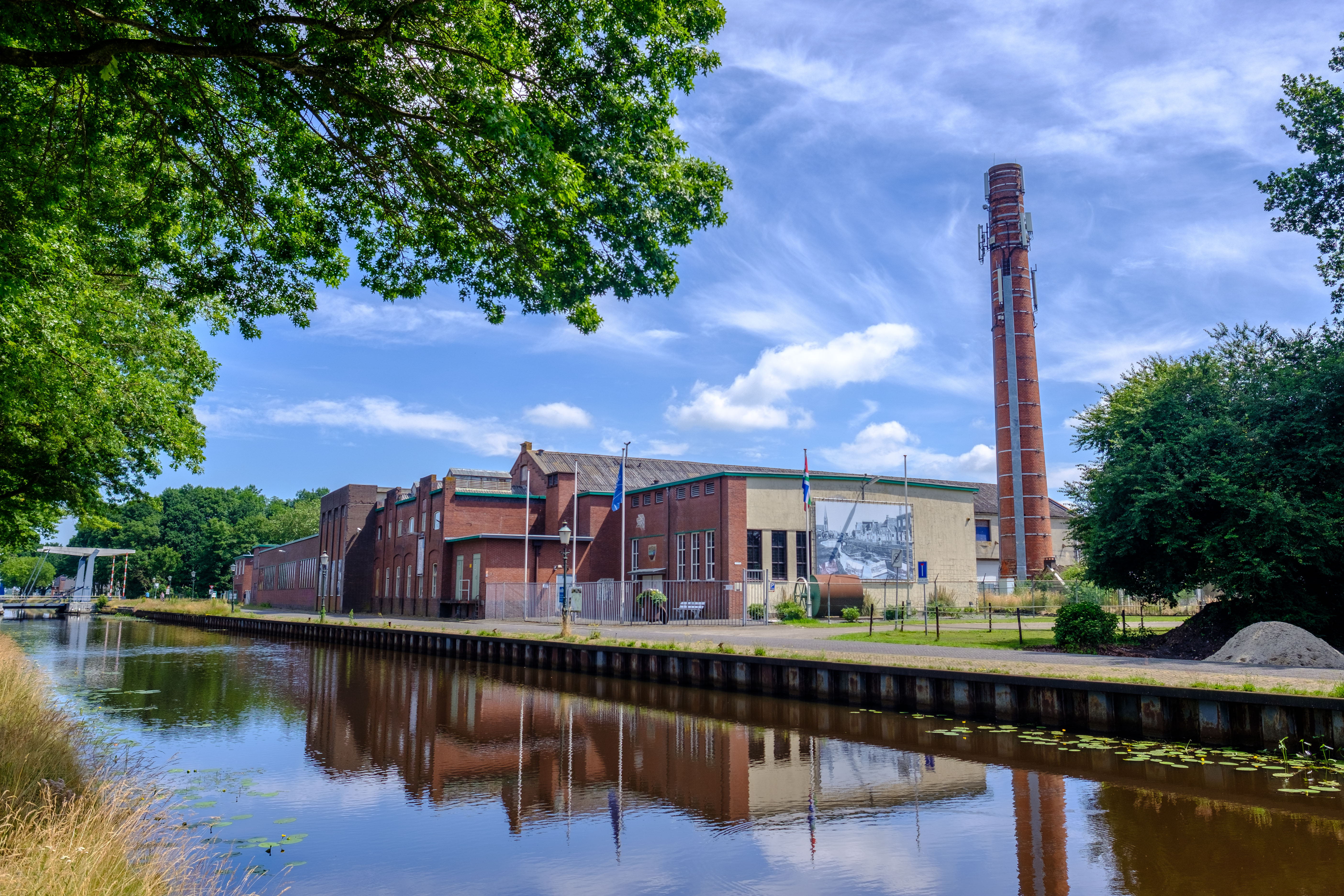
Strokartonfabriek Free & Co. aan het Pekelderdiep, later werd hier het bedrijf HempFlax in gevestigd.